# Deccan Riots
Die Deccan Riots waren ein Aufstand vergleichsweise wohlhabender indischer Bauern von Mai bis Juli 1875 gegen die britische Kolonialherrschaft und zugewanderte Geldverleiher, die 33 Ortschaften in sechs Taluks der Distrikte Poona und Ahmadnagar erfassten.

## Ursachen
Die während des Baumwollbooms der 1860er Jahre wohlhabender gewordenen Bauern, die im Rahmen der Weltwirtschaftskrise 1873 ihre Einkommen wieder schwinden sahen, standen bereits seit 1867 übermäßig erhöhten Grundsteuerforderungen gegenüber. Sie verschuldeten sich bei Geldverleihern (Marathi: saukar), die im traditionellen indischen Dorf die Funktion der Geschäftsbanken der modernen kapitalistischen Gesellschaft ausübten. Gleichzeitig wurde es für Gläubiger durch die Einführung eines Zivilrechts europäischen Stils leichter, vollstrecken zu lassen. Zu zahlende Zinsen überschritten mit 60 bis 75 % p. a. bei weitem das, was von jüdischen Wucherern des europäischen Mittelalters verlangt wurde. Im Dekkan gehörten die meisten Geldverleiher der Kaste der Marwari an. Etwa ein Drittel der Bauern waren aufgrund der Zinsen durchschnittlich auf das 18fache des Wertes ihres Landes verschuldet. Unter den nicht Überschuldeten hatten die wenigsten genug Ressourcen, zwei schlechte Ernten ohne Verschuldung zu überstehen.
Bereits seit 1874 waren bewaffnete Gruppen aus Angehörigen der Koli in den Bergen westlich von Poona aktiv, die sich darauf konzentrierten, die besitzenden Klassen auszurauben. Dazu kam, dass ein von Marwari-Geldverleihern ruinierter Engländer durch eine Petition an die Kaiserin erreichte, dass die Ansprüche gegen ihn für nichtig erklärt wurden. Daraus entwickelte sich im Volk das Gerücht, dass alle Ansprüche der Marwari durch englischen Befehl hinfällig geworden seien. Dieses Gerücht wurde dadurch gestärkt, dass englische Beamte, die an der Erstellung einer genauen statistischen Unterlage arbeiteten, gerade zu dieser Zeit vermehrt Erhebungen zu den wirtschaftlichen Umständen der Inder durchführten.

## Kampfhandlungen
Der eigentliche, in drei Wochen niedergeschlagene Aufstand, wurde, außer von den Bauern, auch von einfachen Leuten wie Friseuren, Wasserträgern usw. mitgetragen. Zehntausende versammelten sich auf Marktplätzen und schworen, die Forderungen von Geldverleihern nicht zu erfüllen sowie deren Unterlagen zu verbrennen.
Als Beginn des Aufstands gilt der Versuch der beiden Geldverleiher Kaluram und Bhagavandas, einen Titel gegen Baba Sahib, den deshkmusk von Kare bei Sirur, durchzusetzen. Baba Sahib verpfändete im Sommer 1874 zunächst einige Juwelen als Pfand, beim dritten Versuch einer vollständigen Pfändung im Dezember 1874 ließ Kaluram Babas Haus einreißen. Die entsetzten Dorfbewohner boykottierten darauf die Geldverleiher, denen auch ihr Personal davonlief, ihre Häuser wurden durch tote Hunde und andere Abfälle rituell verunreinigt. Ähnliche Vorkommnisse in den folgenden Monaten richteten sich gegen Reiche anderer Dörfer.
Zum ersten Gewaltausbruch kam es am 12. Mai 1875 im Dorf Supa (Bezirk Bhimthadi). Hier waren die Opfer Geldverleiher der Vani-Kaste (Gujaratis), deren Häuser geplündert und niedergebrannt wurden. Dem Chefkonstabler der sub-division gelang es mit sieben Mann noch am selben Tag Diebesgut im Werte von 2000 Rs. sicherzustellen. Die Geschädigten behaupteten, sie hätten einen Schaden von 150000 Rs. erlitten, tatsächlich waren es nur etwa 25000 Rs.
Bereits am nächsten Tag wurde im Dorf Kedgaon der Besitz eines Geldverleihers zerstört. In den nächsten Tagen wurden im Bezirk Bhimthadi die Häuser von vier Geldverleihern abgebrannt, in siebzehn Fällen kam es zu Zusammenrottungen, während derer Gewalt angedroht wurde. Bald kam es zu ähnlichen Vorkommnissen in den angrenzenden sub-divisions Indapur und Purandhar. Ebenso kam es zu Ausschreitungen mit vereinzelten Sachbeschädigungen in 15 Dörfern von Sirur. Die Protestler ließen normalerweise von ihrem Tun ab, sobald der Wucherer ihnen die Schuldscheine zur Vernichtung aushändigte. Die Kolonialmacht entsandte Truppen der Poona Horse in die Region, die wie üblich rigoros durchgriffen.
Außer einer Zusammenrottung in Mundhali (Bhimthadi) am 15. Juni, kam es noch am 22. und 28. Juli zu zwei Angriffen auf den Besitz von Geldverleihern. Ein isolierter Gewaltausbruch erfolgte am 8. September im 150 km entfernten Dorf Kukrud.

### Opfer und Folgen
Abgesehen von der Zerstörung in Supa, kam ein Geldverleiher zu Tode, wenige andere erlitten Verletzungen. Nicht zugewanderte Geldverleiher wurden im Allgemeinen verschont. Insgesamt wurden von den Organen der Kolonialmacht 559 Personen verhaftet, von denen 301 gerichtlich verurteilt wurden. In den „gefährlichen“ Dörfern wurden auf Jahre hinaus zusätzliche Polizeiposten eingerichtet, deren Kosten der Dorfgemeinschaft aufgebürdet wurden.
Die Regierung der Bombay Presidency setzte eine Untersuchungskommission ein, die im nächsten Jahr einen Bericht ablieferte. Nachdem die Region durch eine Hungersnot, gefolgt von Cholera, 1876–1878 vollkommen verwüstet worden war, wurde 1879 das Los der Bauern durch den Deccan Agriculturalists' Relief Act etwas erleichtert.